# Ostsächsische Sparkasse Dresden

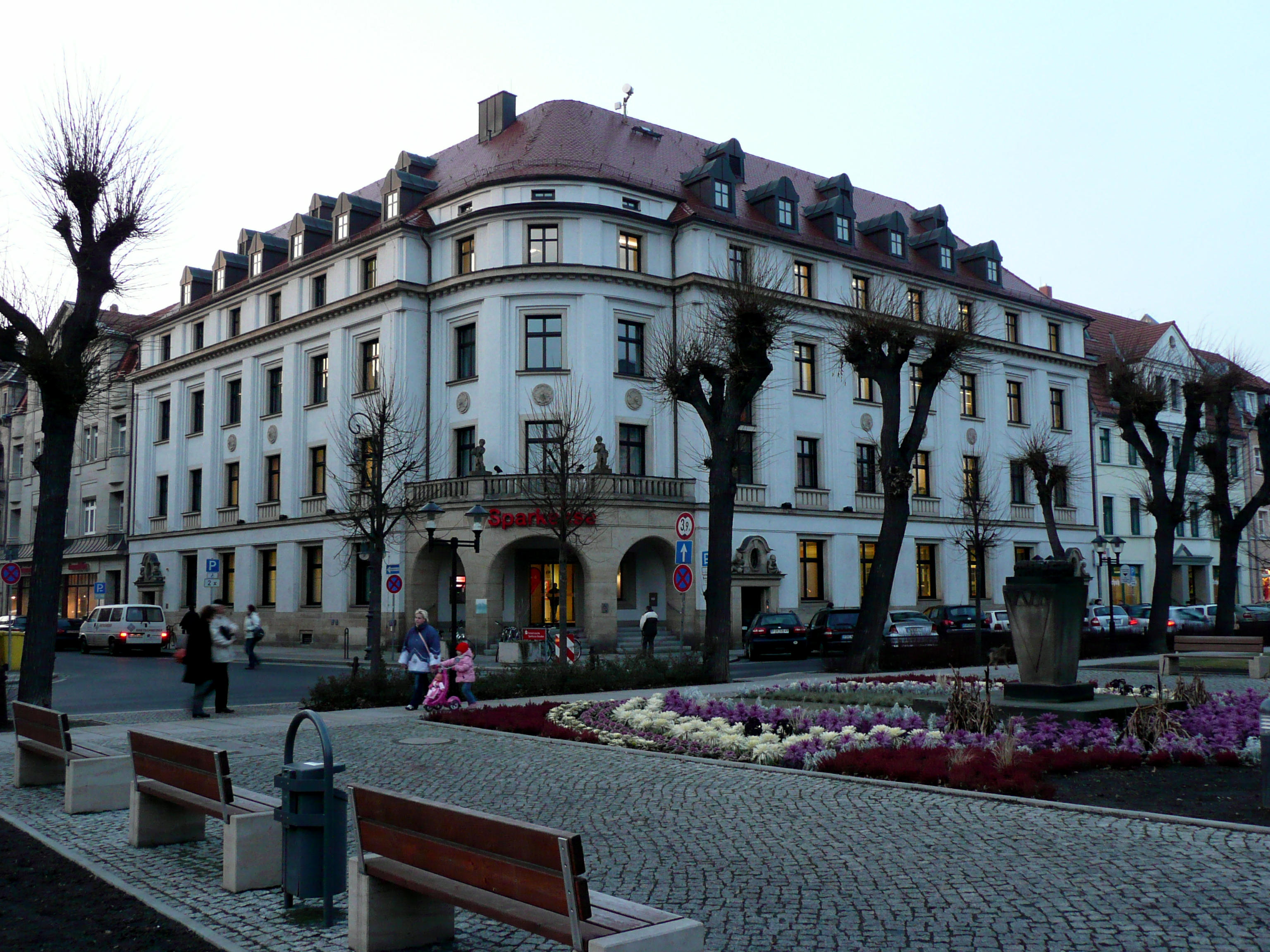
Filiale in Pirna

Die Ostsächsische Sparkasse Dresden ist eine öffentlich-rechtliche Sparkasse mit Sitz in Dresden in Sachsen. Ihr Geschäftsgebiet erstreckt sich über die Landeshauptstadt Dresden, den Landkreis Sächsische Schweiz-Osterzgebirge und den westlichen Teil des Landkreises Bautzen. Sie ist nach der Mittelbrandenburgischen Sparkasse Potsdam die zweitgrößte Sparkasse in Ostdeutschland gemessen an der Bilanzsumme.

## Organisationsstruktur
Als Anstalt des öffentlichen Rechts unterliegt die Ostsächsische Sparkasse Dresden den Rechtsgrundlagen des Sparkassengesetzes des Freistaats Sachsen und der durch den Verwaltungsrat der Sparkasse erlassenen Satzung. Die Organe der Sparkasse sind der Vorstand und der Verwaltungsrat. Der Vorstand besteht aus dem Vorsitzenden und zwei Mitgliedern. Die Sparkasse ist Mitglied im Ostdeutschen Sparkassenverband und über diesen dem Deutschen Sparkassen- und Giroverband angeschlossen.
Die Ostsächsische Sparkasse Dresden gehört neben der Sparkasse Mittelsachsen zu hundert Prozent der Sachsen-Finanzgruppe und somit den Kapitaleignern der Gruppe: den sächsischen Kommunen und dem Freistaat Sachsen.
Die Sparkasse ist passivlastig, die Kundeneinlagen betragen ca. 13,425 Mrd. Euro, der Kreditbestand 9,028 Mrd. Euro.
Die Sparkasse betreibt 78 Filialen und 25 Selbstbedienungs-Stellen. 250 Geldautomaten sind in Betrieb. Außerdem können Bewohner entlegener Gebiete ihre Bankgeschäfte in einer der fünf mobilen Filialen abwickeln, die an 100 verschiedenen Haltepunkten im Geschäftsgebiet Station machen.
Eine Besonderheit ist, dass im Landkreis Bautzen neben der Ostsächsischen Sparkasse Dresden (im Westen des Landkreises) auch die Kreissparkasse Bautzen (im Osten des Landkreises) agiert.
Die Sparkasse hat 44.000 Firmenkunden und 600.000 Privatkunden (Marktanteil im Privatkundengeschäft: 60 Prozent), davon 3.000 aus Tschechien und Polen. 240.000 Kunden sind im Onlinebanking angemeldet. Es gibt 86.600 Wertpapier-Kundendepots. 
Insgesamt beschäftigt die Ostsächsische Sparkasse Dresden rund 1.400 Mitarbeiter. 107 Auszubildende und Studenten der Berufsakademie werden auf ihre berufliche Zukunft vorbereitet. Das Ausbildungszentrum befindet sich in einem Neubau am Sparkassenhaus am Güntzplatz.
Gemäß dem Sächsischen Personalvertretungsgesetz findet einmal im Jahr eine Personalversammlung statt.
Die Sparkasse hat folgende Tochtergesellschaften:
- SWI GmbH
- I&V Immobilien Betriebs- und Vermarktungsgesellschaft mbH
- S-Mobil GmbH
- SIB Innovations- und Beteiligungsgesellschaft mbH[6]

An der S-Factoring GmbH ist sie mit 50 % beteiligt.

## Geschichte
Am 1. Januar 1819 wurde auf Initiative des Standesherren Graf Peter Carl Wilhelm von Hohenthal in der Kleinstadt Königsbrück, die zum heutigen Geschäftsgebiet gehört, die erste und damit älteste Sparkasse Sachsens gegründet. Ihr Domizil hatte die Sparkasse anfangs in der Rentmeisterei unweit des Schlosses. Inspiriert war der Graf durch Sparkassengründungen in Hamburg und Stuttgart.
Am 3. Februar 1821 wurde die erste Sparkasse in der Stadt Dresden, am Seethor, eröffnet. Der König erteilte die Genehmigung. Schon im ersten Jahr wurden 1.275 Sparbücher mit 27.544 Talern angelegt.
Die zweite Hälfte des 19. Jahrhunderts und die Anfänge des 20. Jahrhunderts waren bestimmt von Modernisierungs- und Wachstumsschüben. Sachsen entwickelte sich zum treibenden Motor für die Industrialisierung Deutschlands und die Sparkasse der Residenzstadt profitierte von steigenden Löhnen und zunehmender Kreditnachfrage. Mit den Eingemeindungen um die Jahrhundertwende wurden zahlreiche neue Stadtteilfilialen eröffnet, die Führungsstruktur und die Ausbildung des Personals professionalisiert und der bargeldlose Zahlungsverkehr etabliert.
Nach einem kurzen Einbruch in den Inflationsjahren stabilisierte sich der Reallohn ab 1923 wieder, wie auch der Kontenbestand der Stadtsparkasse Dresden. Die bald folgende Weltwirtschaftskrise von 1929 und der Zweite Weltkrieg mit der Zerstörung Dresdens führten auch für die Sparkasse zu tiefgreifenden Einschnitten.
Am 27. August 1945 wurde die Sparkasse in Dresden wiedereröffnet. 45 Jahre lang war das Kreditinstitut dann Teil der sozialistischen Planwirtschaft.
1986 wurde in der Filiale am Güntzplatz der erste Geldautomat des Instituts aufgestellt.
1990 brachte die deutsche Einheit marktwirtschaftliche Bedingungen und damit auch die Notwendigkeit, sich mit neuen Mitbewerbern im Bankensektor auseinanderzusetzen.
1995 übernahm der Vorgänger Stadtsparkasse Dresden im Zuge der ersten Kreisgebietsreform einige Filialen der Kreissparkasse Dresden. Im Jahr 2004 entstand aus einem Zusammenschluss der Stadtsparkasse Dresden mit der Sparkasse Elbtal-Westlausitz die Ostsächsische Sparkasse Dresden, wobei der Fusionspartner wiederum aus Fusionen der Sparkassen Freital-Pirna und Westlausitz (2003), Weißeritzkreis und Pirna-Sebnitz (1999), sowie Pirna und Sebnitz, Freital und Dippoldiswalde sowie Kamenz und Hoyerswerda (alle 1995 im Rahmen der Kreisgebietsreform) hervorging. Die Vorgängerinstitute entstanden jeweils 1952 im Rahmen der Reorganisation der Sparkassen in der DDR.
 Sparkassenmuseum

Das Institut richtete 1999 in Dresden ein eigenes Sparkassenmuseum ein, dessen Grundlage eine umfangreiche Sammlung historischer Dokumente und Sachzeugen aus der Geschichte der sächsischen Sparkassen bildet. Neben mehreren hundert Sparbüchern aus ganz Deutschland und verschiedenen Epochen seit den 1860er Jahren umfasst die Sammlung alte Kundenverzeichnisse der Kreditinstitute, historische Banknoten, Inflationsgeld und Münzen, historische Rechentechnik, Plakate und auch frühe DDR-Kreditkarten.
Das Museum befand sich seit dem Jahr 2000 im Elbcenter an der Leipziger Straße. 2015 wurde es geschlossen, seitdem gibt es mit dem <<<ZEIT>RAUM<<< eine Fläche im Sparkassenhaus am Güntzplatz (Eingang Elsasser Straße). In wechselnden Ausstellungen werden hier historische Exponate mit Bezug zur Sparkasse sowie zeitgenössische Kunst gezeigt.

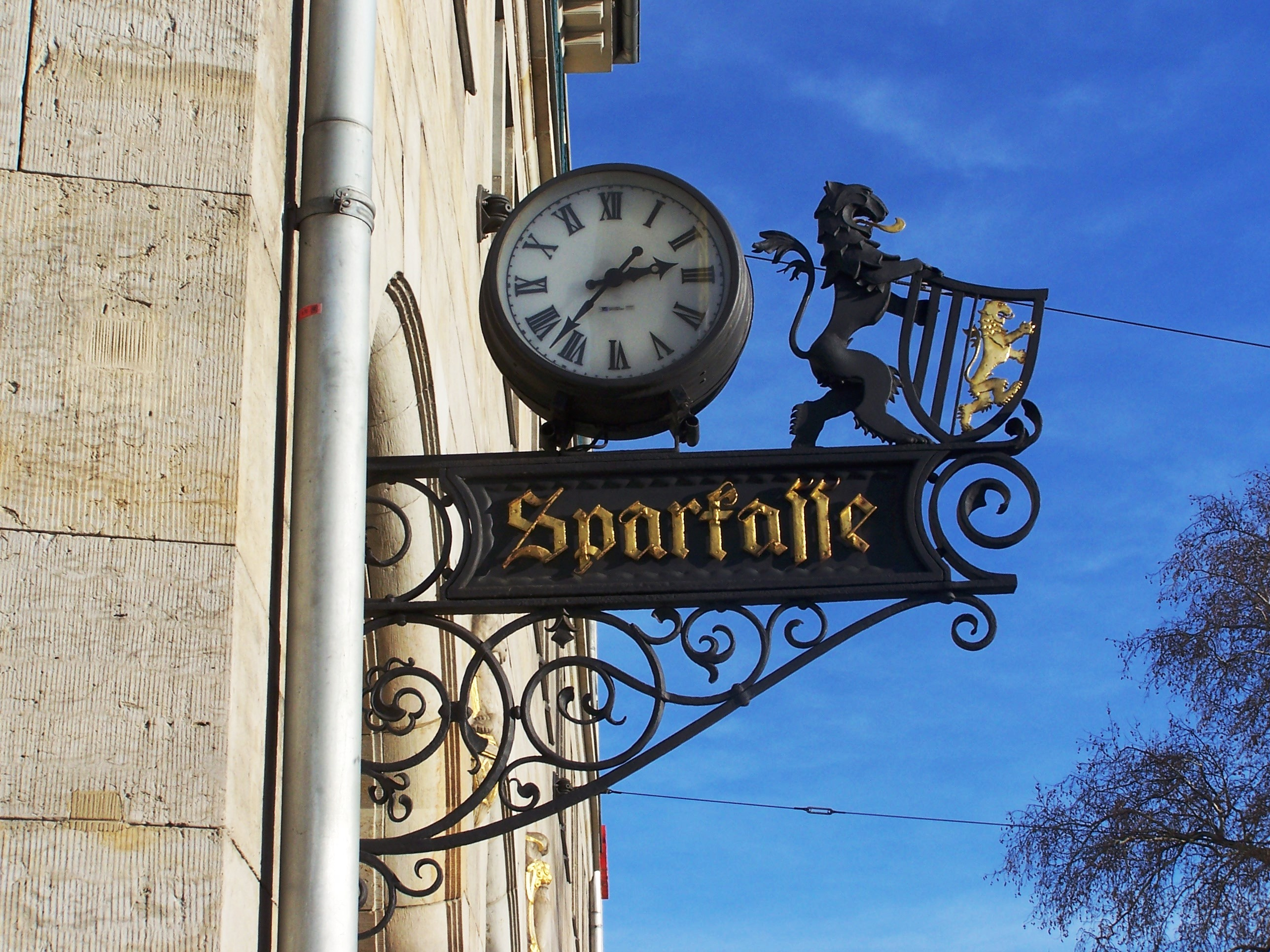
Nasenschild am Sparkassenhaus

## Aktuelles
Im September 2020 wurde aus einer Pressemitteilung bekannt, dass die Sparkasse aus Kostengründen und wegen des Nutzerverhaltens nach gründlicher Überprüfung 22 von bisher 100 Filialen schließen will, in Dresden 8 Filialen und im Umland 14 Filialen. In Dresden werden noch 33 Filialen geöffnet bleiben, 28 im Landkreis Sächsische Schweiz-Osterzgebirge und 17 im Landkreis Bautzen. Mit Stand 2023 gibt es noch 78 stationäre Filialen und 25 Selbstbedienungsfilialen.
Ab Februar 2021 verlangt die Sparkasse für Neukunden 0,5 Prozent Verwahrentgelt („Minuszinsen“) auf Einlagen, jedoch mit Freibeträgen.
Ab Dezember 2023 werden aus Sicherheitsgründen alle Geldautomaten zwischen 23 und 6 Uhr abgeschaltet.

## Geschäftsausrichtung und Geschäftserfolg
Die Ostsächsische Sparkasse Dresden betreibt als Sparkasse das Universalbankgeschäft. Sie ist Marktführer in ihrem Geschäftsgebiet. Im Verbundgeschäft arbeitet die Sparkasse mit der Ostdeutschen Landesbausparkasse, der DekaBank, der Sparkassen-Versicherung Sachsen und der Deutschen Leasing zusammen.
Der Erfolg der Ostsächsischen Sparkasse Dresden hängt eng am Wirtschaftswachstum Sachsens. In den Jahren 2014 bis 2016 erreichte die Sparkasse jeweils ein Jahresergebnis von 21 Mio. Euro. Davon wurden 7,1 Mio. Euro im Rahmen der sächsischen Ausschüttungsverordnung bereits als Vorwegzuführung der Sicherheitsrücklage zugewiesen. Die Kernkapitalquote lag 2015 bei 13,8 Prozent.
Im privaten Kundengeschäft und als wichtigster Finanzierungspartner des regionalen Mittelstands ist die Sparkasse Marktführer in ihrem Geschäftsgebiet. Die wichtigste Säule des Kundengeschäfts ist dabei das stationäre Filialnetz (Hoof: „Die Nähe zu unseren Kunden ist unsere DNA“).
Im Sparkassenhaus am Dresdner Güntzplatz befindet sich die Sortenkasse (11 verschiedene Währungen sind sofort verfügbar) und mit fast 3.000 Schrankfächern die größte Kunden-Schließfachanlage in Sachsen.

## Marketing und Werbung

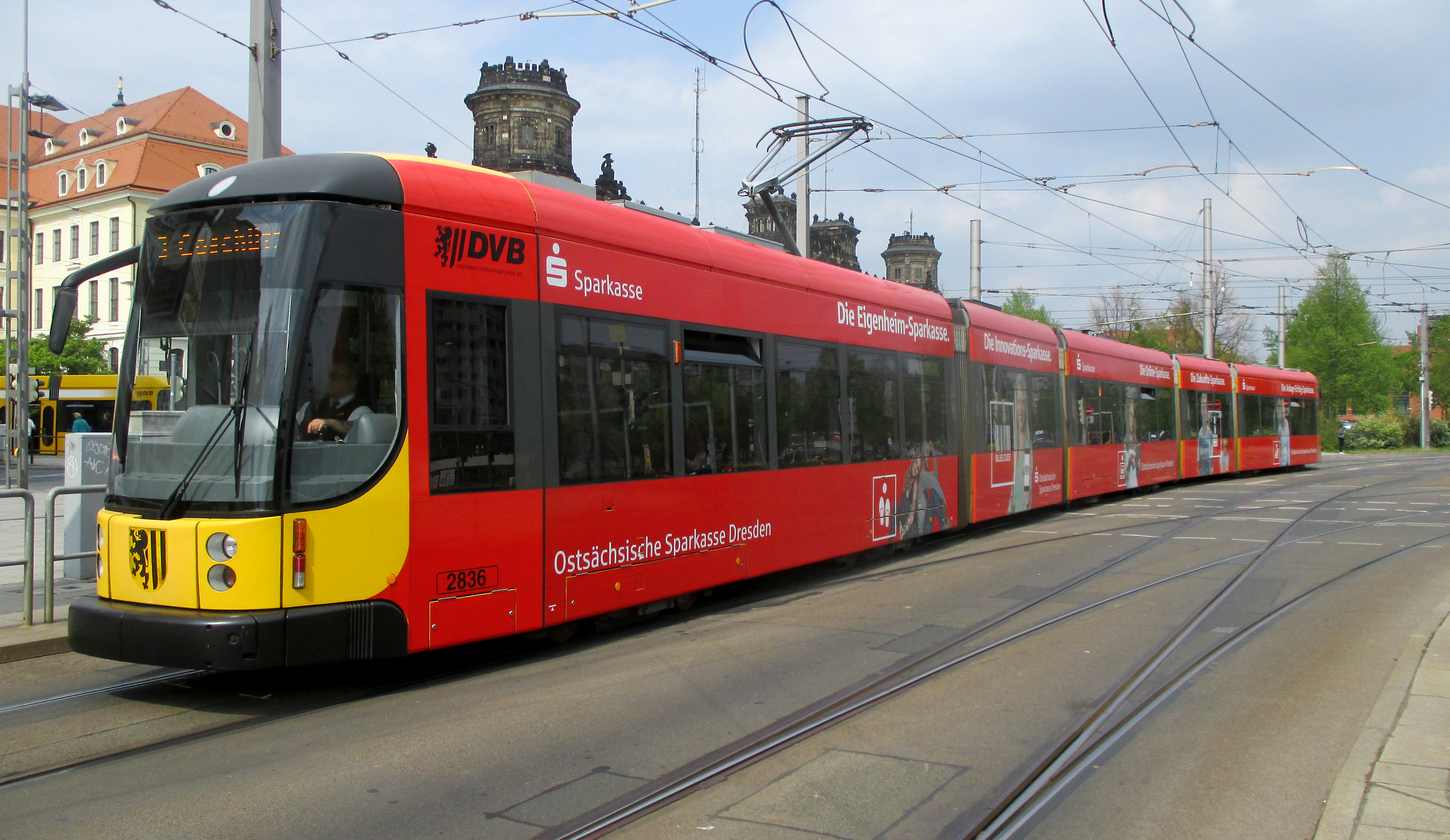
DVB Straßenbahn – Sonderbeklebung Ostsächsische Sparkasse

Eine Straßenbahn der Dresdner Verkehrsbetriebe ist Werbefläche für die Ostsächsische Sparkasse Dresden. Seit 2019 fährt sie auf verschiedenen Linien.

## Regionales Engagement
Im Geschäftsgebiet der Ostsächsischen Sparkasse Dresden fördern fünf eigene Stiftungen in den Bereichen Kunst, Kultur, Sport, Jugend, Umwelt und Soziales gemeinnützige Projekte und Vereine. Die Stiftungen sind mit einem Stiftungskapital von 10,7 Millionen Euro ausgestattet. Die Stiftungen der ehemaligen Stadtsparkasse Dresden widmen sich ausschließlich Projekten aus der Landeshauptstadt. Die Stiftungen der ehemaligen Sparkasse Elbtal-Westlausitz fördern nur Projekte in den Landkreisen Bautzen und Sächsische Schweiz/Osterzgebirge. Darüber hinaus unterstützt die Ostsächsische Sparkasse Dresden mehr als 1000 Vereine der Region mit jährlich mehr als 3 Millionen Euro bei Veranstaltungen als Haupt- oder Co-Sponsor.

## Sonstiges
- Im Callcenter der Sparkasse gehen täglich ca. 3.000 Anrufe ein.
- Mit dem Postunternehmen PostModern besteht eine Kooperation. Die Sparkassenfilialen bieten Briefmarken an und außerhalb befinden sich entsprechende rote Post-Briefkästen von PostModern.